# Gressoney-Saint-Jean
Gressoney-Saint-Jean är en ort och kommun i regionen Aostadalen i nordvästra Italien. Kommunen hade 818 invånare (2017) och har italienska, franska och tyska som officiella språk.